# Опекун животных в США
В США опекун животных —  это термин, иногда используемый взамен словосочетания «владелец животного», введенный по предложению организаций, борющихся за права животных 
В некоторых штатах и городах США словосочетание «опекун животного» с 1990-х годов стало использоваться, в том числе и официально,  в качестве замены  выражения «владелец животного», применительно к хозяевам собак или кошек и других животных, живущих дома у своих хозяев . Согласно законам, принятым в ряде штатов[уточнить], эпитет «владелец» считается унижающим права животных. Вместо него употребляется слово «опекун».
Калифорнийская организация MAP, борющаяся за права животных и её президент Доктор Эллиот Кац потребовала обязательной повсеместной замены словосочетания «владелец» на «опекун» и введения штрафа за использование слова «владелец» в отношении людей, у которых дома живёт собака или кошка. По её мнению это будет способствовать установлению мира, где собаки будут защищены, а не принадлежать кому либо. По мнению д-ра Кац, в этом случае было бы легче бороться с жестокостью. По данным организации, такой порядок уже официально установлен властями Сан-Франциско, Западного Голливуда, Беркли; Боулдер; Амхерст, штат Массачусетс, и в штате Род-Айленде.
Внедрение нового термина вызывало полемику среди владельцев собак. В частности, в 2002 году в статье собаковода Боб Велл, опубликованной на сайте любителей домашних животных Animalover, её автор оценил термин «опекун животных» как «плохую идею». На взгляд Велла, за его внедрением стоят группы защитников прав животных, которые, используя юридический казус нового термина, хотят фактически лишить прав собственности как частных владельцев собак и кошек, так и зоопарки, фермы, выращивающие скот для последующего убоя и научные лаборатории, использующие животных для опытов..
По мнению American Veterinary Medical Association замена словосочетания владелец на опекун животных будет иметь большие юридические осложнения, т.к. термин опекун является юридическим термином, использование которого приведет к существенным правовым последствиям. AVMA считает, что использование данного термина для описания взаимоотношения между человеком и животным неприемлемо. Введение этого термина приведет к следующим последствиям:
- Сокращение прав приведет к введению дополнительных обязательств. Так, например, если животному потребуется лечение, а опекун финансово не в состоянии оплатить его, то это может привести к обвинению в жестоком обращении.
- Владелец животных больше не сможет применить эвтаназию, чтобы  облегчить страдания, умирающего животного. Стерилизация также станет невозможной.
- Медицинские записи животных станут конфиденциальной информацией и ветеринары будут иметь право не разглашать историю болезни опекуну, мотивируя, что так будет лучше животному.
- Невозможность продажи животных.
- Все опекуны вынуждены будут пройти полную регистрацию, заполнив все формы. Такая регистрация займет много времени и скорее всего будет дорогостоящей..
- Опекун ежегодно должен будет делать ежегодный отчет, включая финансовый.
- Неясной станет ответственность ветеринаров. В случае, если указания опекуна будут противоречить, по мнению ветеринара, интересам животным, он будет вправе подать в суд. Например, пока в суде будет рассматриваться лечить ли животное или делать эвтаназию, животное будет страдать от боли в ожидании решения.
- Затруднение перевозки животных. Любой перевозчик будет иметь право отказать, мотивируя, что так лучше для животного.
- Будет произведено антиконституционное изъятие собственности (животных) без компенсации
- Необходимость пересмотреть многочисленные акты и законы во всех областях жизни
- Возможность конфликта между федеральными и местными законами.
- Использование животных-помощников может быть рассмотрено как нежелательное.